# Arsenij Jatsenjuk

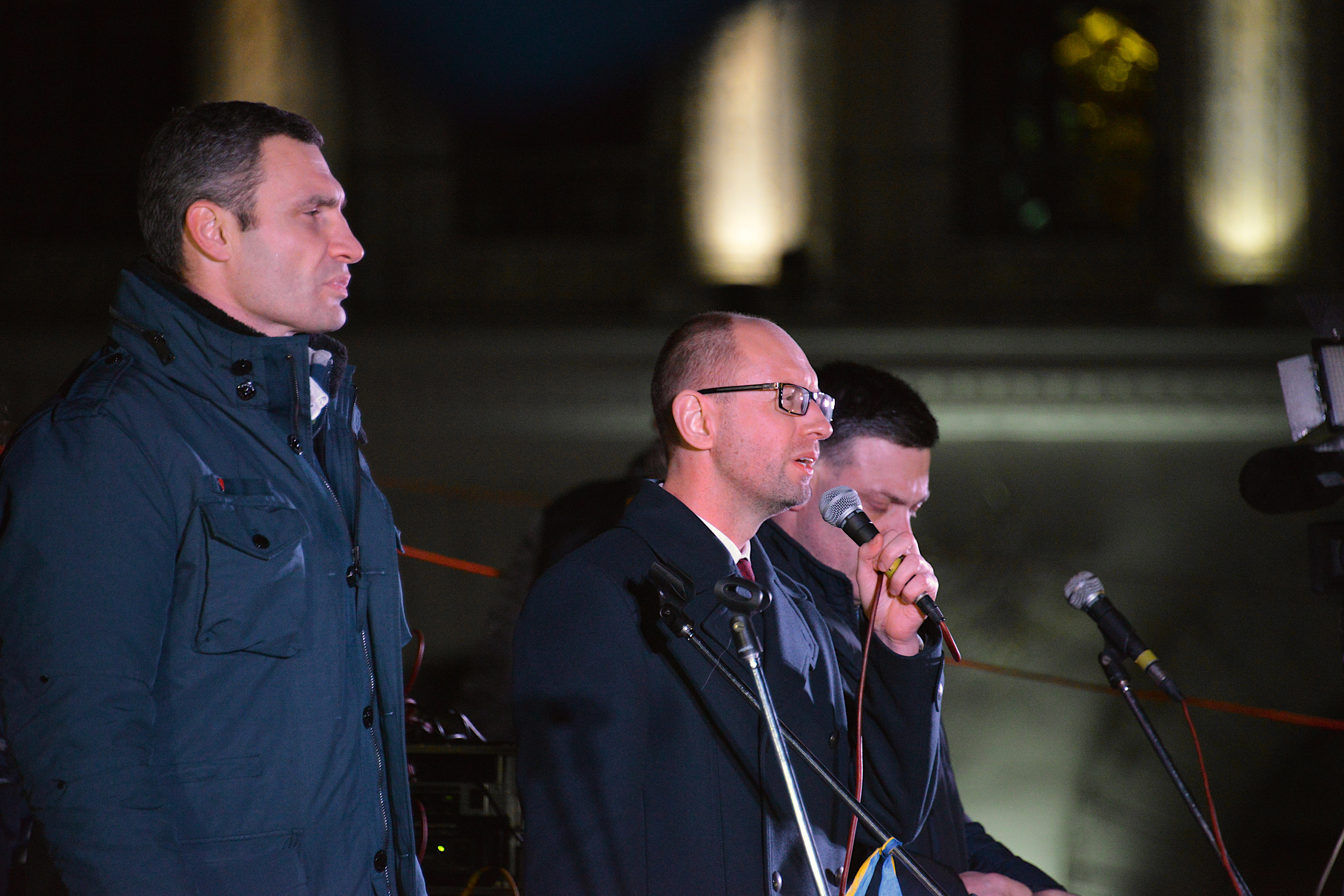
De tre främsta oppositionsledarna – Vitalij Klytjko, Arsenij Jatsenjuk och Oleh Tyahnybok – vid Euromajdan 29 november 2013.

Arsenij Petrovytj Jatsenjuk (ukrainska: Арсеній Петрович Яценюк), född 22 maj 1974 i Tjernivtsi, Ukrainska SSR, Sovjetunionen, är en ukrainsk politiker, ekonom och jurist. Han var Ukrainas premiärminister 2014–2016. Han var tidigare ekonomiminister, utrikesminister och parlamentets talman.

## Biografi

### Bakgrund
Jatsenjuk har tidigare varit Ukrainas ekonomiminister (27 september 2005–4 augusti 2006) och därefter utrikesminister (21 mars 2007–4 december 2007). 4 december 2007–12 november 2008 innehade han rollen som talman i det ukrainska parlamentet.

### Presidentvalskampanjen 2010
Jatsenjuk var tidigare medlem i president Viktor Jusjtjenkos nationaldemokratiska parti Vårt Ukraina: Han var sedan partiet Jatsenjuks front för förändrings kandidat i presidentvalet 2010. Han uttalade sin avsikt att kandidera i valet 22 maj 2009 samma dag som han fyllde 35 år, vilket minimiålder för att kunna kandidera till presidentposten. Vid presidentvalet fick han på fjärde plats nästan 7 procent av rösterna.
Under presidentvalskampanjen utsattes Jatsenjuk för en smutskastningskampanj av en av de andra presidentkandidaterna, Serhiy Ratusjnjak. En kampanj som anklagade honom för att vara "en fräck jude som samarbetar med de tjuvar som dominerar Ukraina och som med hjälp av pengar som de erhållits från brottslig verksamhet vill vinna valet." Ukrainas Överrabbin Yaakov Bleich gick då ut och dementerade att Jatsenjuk var jude.

### Euromajdan och dess efterspel
I juni 2013 gick Jatsenjuk med i partiet Fäderneslandet (Batkivsjtjyna), där han under partiledaren Julia Tymosjenkos dåvarande fängelsevistelse de facto tagit över som ledare av partiet. Han var vintern 2013/2014 en av de aktiva oppositionspolitikerna vid demonstrationerna under Euromajdan.
Ukrainas säkerhetstjänst, SBU, inledde en undersökning om vissa politiker som försökt genomföra en statskupp i Ukraina i samband med Euromajdan. Uppgifterna framkom den 8 december om att säkerhetstjänsten misstänkte att vissa politiker då förberedde en statskupp. Vissa ansåg att detta skulle syfta på de oppositionspolitiker som vid upprepade tillfällen uppmanat Viktor Janukovytj att lämna presidentposten; de mest framträdande av dessa var oppositionsledarna Vitalij Klytjko, Arsenij Jatsenjuk och Oleh Tiahnybok. Efter ett domstolsbeslut blev Fäderneslandets (Batkivsjtjyna) centrala högkvarter i Kiev den 9 december genomsökt av polisen. Om åtalet hade gått vidare hade de riskerat att dömas till tio års fängelse och samtidigt förlorat möjligheten att kandidera i presidentvalet 2014.
Undersökningen lades ned i samband med maktskiftet i februari 2014. 
Arsenij Jatsenjuk ledde från och med den 27 februari 2014 den regering som tillsattes 22 februari samma år och som dominerades av Fäderneslandsförbundet och Svoboda. Han lämnade in sin avskedsansökan den 24 juli 2014 efter att Svoboda och UDAR inte längre stödde regeringen, varefter Jatsenjuk avgick efter att ha kritiserat politikerna i ukrainska parlamentet för att inte ha godkänt förslagen till nya energilagar och ökad budget för armén. Parlamentet vägrade dock att godkänna hans avskedsansökan, vilket ledde till att han satt kvar som premiärminister fram till det extrautlysta parlamentsvalet den 26 oktober samma år, där han åter säkrade premiärministerposten men med ett annat parlamentariskt underlag. Han avgick den 14 april 2016.